# Snefår
Snefåret (Ovis nivicola) er et vildt får, der er hjemmehørende i det nordøstlige Sibirien.

## Beskrivelse
Snefåret har en længde af hoved og krop på 140-160 centimeter, halen er cirka 10 cm lang. Skulderhøjden er 95-110 cm og vægten 60-120 kilogram. Pelsen er om sommeren gråbrun, om vinteren bliver den mere ulden og lysebrun. Forsiden af benene er mørkebrune, bagpartiet har en lys plet. Snuden er hvid og står i kontrast til den øvrige mørke krop. Ørerne er små og mørkegrå.
Begge køn bærer horn, men de er tydeligt slankere end hos det nært beslægtede tykhornsfår. Hannens horn bliver op til 90 cm lange, de vender først bagud, så nedad og omkring ørerne igen opad. De kan hos ældre hanner have en drejning mere. Hunnens horn er tydeligt mindre og vender sabelagtigt bagud.

## Levevis
Snefår er dygtige klatrere, der nemt færdes i klipperigt og uvejsomt terræn. De lever i større grupper, der som regel er opdelt efter køn. I gruppen af hanner opbygges et hierarki, der især afspejler hornenes størrelse. Dyr højt i hierarkiet kan oftere parre sig med hunnerne. Hvis to hanner har omtrent samme størrelse horn, kommer det til kamp.